# Platvissen
Platvissen (Pleuronectiformes) zijn een orde van vissoorten die op hun zijde op de bodem leven. De vissen, die vaak onder het zand verscholen liggen, hebben vaak zeer goede schutkleuren.
Er zijn meer dan vijfhonderd soorten platvissen. Met uitzondering van de heilbot leven ze op de zeebodem.
In de eerste ontwikkelingsstadia zien de platvissen er nog normaal uit, maar na zes weken verplaatsen de ogen zich naar één kant van de vis. Het lichaam is sterk verticaal afgeplat en de vis gaat aan de blinde zijde op de grond liggen. De blinde zijde is wit, terwijl de andere zijde de kleur en het patroon van de plaatselijke zeebodem aan kan nemen. De vissen graven zich vaak gedeeltelijk in, zodat alleen de sterk uitpuilende ogen nog zichtbaar zijn.
Voor de Noordzeevisserij zijn de platvissen van groot belang. Ze worden gevangen met de boomkor. In de Nederlandse tongvisserij wordt tegenwoordig gevist met pulskorren. De schol is de belangrijkste soort. Ook tong, tarbot en schar zijn voor de visserij belangrijk. Hengelsporters vangen vaak bot omdat deze soort vaak het brakke en ondiepe water opzoekt, zodat ze binnen het bereik van de hengelaar komen.
De Atlantische heilbot (Hippoglossus hippoglossus) is de grootste soort. Deze soort komt op diep water in het noorden van de Noordzee voor en houdt zich niet meer op de bodem op, maar jaagt ook op half water op zijn prooien. Deze vis kan meer dan twee meter lang worden (record: 262 cm, 290 kg).

## Lijst van onderordes en families
Volgens ITIS de onderstaande lijst. De families Paralichthodidae, Poecilopsettidae en Rhombosoleidae worden door Fishbase daarentegen niet als zelfstandige familie in de orde van de Platvissen (Pleuronectiformes) gezien, maar wel als onderdeel van de familie Pleuronectidae.
- Onderorde Pleuronectoidei
  - Familie Achiridae (Amerikaanse tongen)
  - Familie Achiropsettidae (Zuidelijke botten)
  - Familie Bothidae (Botachtigen)
  - Familie Citharidae (Cithariden)
  - Familie Cynoglossidae (Hondstongen)
  - Familie Paralichthodidae (volgens FishBase behoort deze groep onder Pleuronectidae)
  - Familie Paralichthyidae (Schijnbotten)
  - Familie Pleuronectidae (Schollen)
  - Familie Poecilopsettidae (volgens FishBase behoort deze groep onder Pleuronectidae)
  - Familie Rhombosoleidae (volgens FishBase behoort deze groep onder Pleuronectidae)
  - Familie Samaridae (Schollen)
  - Familie Scophthalmidae (Tarbotachtigen)
  - Familie Soleidae (Tongen)
- Onderorde Psettodoidei
  - Familie Psettodidae (Grootbekbotten)